# 比纳
比纳（法語：Binas）是法国卢瓦尔-谢尔省的一个市镇，属于布卢瓦区（Blois）乌祖埃勒马尔谢县（Ouzouer-le-Marché）。该市镇总面积26.38平方公里，2009年时的人口为725人。

## 人口
比纳人口变化图示